# Evans Ridge
Evans Ridge är en bergstopp i Antarktis. Den ligger i Östantarktis. Nya Zeeland gör anspråk på området. Toppen på Evans Ridge är 2 213 meter över havet, eller 178 meter över den omgivande terrängen. Bredden vid basen är 2,1 km. Evans Ridge ingår i Saxby Range.
Terrängen runt Evans Ridge är huvudsakligen kuperad. Trakten är obefolkad. Det finns inga samhällen i närheten.